# Winter-Paralympics 2022/Teilnehmer (Polen)
| stlisierte Goldmedaille | stlisierte Silbermedaille | stlisierte Bronzemedaille |
| ----------------------- | ------------------------- | ------------------------- |
| –                       | –                         | –                         |

Polen nahm an den Winter-Paralympics 2022 in Peking vom 4. bis 13. März 2022 teil 6 Athleten, 2 Athletinnen und ein Guide waren nominiert. Es war die 12. Teilnahme des Landes an Paralympischen Winterspielen.

## Teilnehmer

### (Biathlon und Langlauf)Skilanglauf
- Iweta Faron
- Piotr Garbowski mit Guide Jakubem Twardowskim
- Monika Kukla
- Krzysztof Plewa
- Witold Skupień

### Ski Alpin
- Igor Sikorski
- Andrzej Szczęsny

### Snowboard
- Wojciech Taraba